# Masuccio Salernitano

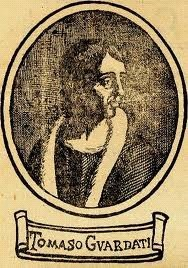
Imagem de Masuccio Salernitano.

Masuccio Salernitano, nascido Tommaso Guardati (1410-1475) foi um poeta da Itália.
Nascido em Salerno ou em Sorrento, Salernitano é conhecido hoje por seu Il Novellino, uma coleção de 50 "novelle" (contos, novelas), cada uma com um prefácio de dedicação a alguém famoso e com um epílogo contendo a "moral" da história. 
O conto 33º dessas histórias retrata o amor de Mariotto e Giannozza, cujo enredo foi, aparentemente, adaptado depois por Luigi da Porto (1485-1529), que alterou os nomes para Giulietta e Romeo, passando a se chamar Historia novellamente ritrovata di due nobili amanti ("História atualizada de dois nobres amantes"). Essas três histórias, com outra versão produzida por Matteo Bandello e com tradução para o inglês de Arthur Brooke publicado como Tragicall Historye of Romeus and Juliet (1562) foram, muito provavelmente, as fontes de inspiração fundamentais para a famosa peça Romeu e Julieta, de Shakespeare.
Em 1557, Il Novellino foi adicionado ao Index Librorum Prohibitorum por conter um personagem anti-clérigo. 